# Lamproglena dibara
Lamproglena dibara is een eenoogkreeftjessoort uit de familie van de Lernaeidae. De wetenschappelijke naam van de soort is voor het eerst geldig gepubliceerd in 1991 door Kuang.